# المنطقي الرازي
المنطقي الرازي (القرن 4 هـ) هو شاعر ، من أهل الري.
هو أبو محمد منصور بن علي الرازي، المشتهر بمنصور وبمنطقي. تتلمذ على بديع الزمان الهمداني ، كان من شعراء الصاحب بن عباد و كان ماهراً في اللغتين العربية و الفارسية. توفي بين سنتي 367 - 380 هـ.